# Plattetyder
Plattetyder (Platt-etyder) var ett humorprogram som sändes i Sveriges Radio P3 under lördagar mellan den 28 januari 1982 och den 4 april 1994. Programledare var Kjell Swanberg och Bengan Wittström. 
Arbetet var uppdelat så att Wittström valde de mer eller mindre märkliga skivorna, "vaxen", som spelades och Swanberg skrev manus till mellansnacket. Programmen under de senare åren spelades in på ett rätt komplicerat sätt då Swanberg bodde i London och Wittström i Stockholm.
Till stor del kan man se Plattetyder som efterföljaren till programmen Bättre sänt än aldrig och Bättre sent än alltid, som gjordes av Lasse O'Månsson och Wittström under tidigt 1970-tal. Programmets tighta ordvitsande "gaggande" skedde i en absurdistisk crazy-tradition som låg nära den humor som O'Månsson utvecklat i tidningen Svenska Mad och radioprogram som Blå tummen - mycket av skämten byggde på upprepningar och temavitsande.
Plattetyder sades vara "en satsning från lyssnaromsorgen" eller "skivövningar mitt på blanka förmiddagen i regi av samhällsåskådningsredaktionen".
Återkommande inslag/figurer i programmet var Göteborgspoeten Gais-Åke Feskeböxa, folklivsforskaren Fridolf Rutin och etikettsexperten Muja Hedin samt sagohörnan Barnblocket med Farbror Kjelle. 
Programmet avslutades stadigt med orden "Auf wienerschnitzel, kära slölyssnare - och det ligger inget nedsättande i det."
Signaturmelodin bestod till största delen av de inledande sekunderna av Ya Wanna Buy a Bunny med Spike Jones & the City Slickers från 1946.
1986 gavs ett urval av sagorna från "Barnblocket" ut på en LP-skiva på Polar, Knattetyder.